# Louis Glass
Louis Christian August Glass, född 23 maj 1864 i Köpenhamn, död 22 januari 1936 där, var en dansk tonsättare och pianist.
Glass var elev till sin far Christian Henrik Glass och till Niels W. Gade. Han studerade senare vid konservatoriet i Bryssel för Józef Wieniawski och gjorde sig vid sin hemkomst känd som pianist och kammarmusikspelare. År 1892 fortsatte han faderns musikkonservatorium och var dessutom en tid dirigent i Dansk Koncertforening. Glass kompositioner vittnar om en säker teknik, smak och idérikedom. Han har skrivit kammarmusik, ouvertyrer, en pianofantasi med orkester, symfonier, baletten Artemis, sånger, pianostycken med mera.